# エウロボルグ
エウロボルグ（Euroborg）は、オランダ・フローニンゲンにあるサッカー専用スタジアム。

## 建設計画
1990年代後半、地元FCフローニンゲンに新しいスタジアムを提供する形で構想が始まった。それまでFCフローニンゲンが使用していたオーステルパルクは1930年代のものであったため、機能面や環境で当時のヨーロッパ各国のトップスタジアムに遅れをとっていた。建設場所はフローニンゲン市の南でエムス川の畔である。この場所は昔発電所が置かれていた。
建設費用の関係から取り消された案ではあるが、映画館の併設や、駅の接続などがあった。

## スタジアム名
エウロボルグのボルグはオランダ語で城という意味がある。オランダ語での発音は「エウロボルグ」に近いが、日本「ユーロボルグ」と表記されることもある。
2016年まで当時のメインスポンサーであった「ノールトリーセ」名前をとって「ノールトリーセ・スタディオン」と呼ばれていた。しかし、2018年に日本の企業である日立キャピタル（現・三菱HCキャピタル）のオランダにある子会社Hitachi Capital Mobility Netherlands B.V.がエウロボルグの命名権を購入し、それ以降正式名称はHitachi Capital Mobility Stadionとなった。Hitachi Capital Mobility Netherlands B.V.の社名変更に伴い2021年６月より Hitachi Capital Mobility Stadionの名称は使用されなくなった。

## 開場とこけら落とし
2006年1月13日、クラブのレジェンドであるアリエン・ロッベンも招待して行われたオープニングセレモニーによって正式に開場した。スタジアム最初の公式戦はSCヘーレンフェーンとのリーグ戦であった。この試合でフローニンゲンは2-0で勝利しこけら落としを見事勝利で飾った。また、エウロボルグ最初の公式戦スコアラーとなったのは元ノルウェー代表のエリック・ネフランだった。ネフランは6日前に行われたBVフェーンダムとの練習試合でハットトリックを決めている。

## U-21EURO2007
2007年、エウロボルグはUEFA U-21欧州選手権2007の会場となった。6月23日にはこの大会の決勝が行われ、U-21セルビア代表に対して4-1で快勝した。